# Такаакі Сугіно
Такаакі Сугіно (нар. 18 жовтня 1998, Міє)— японський гімнаст. Олімпійський чемпіон ігор в Парижі в командній першості.

## Результати на турнірах
| Рік  | Змагання           | КБ | ІБ | Вільні вправи | Кінь | Кільця | Опорний стрибок | Паралельні бруси | Перекладина |
| ---- | ------------------ | -- | -- | ------------- | ---- | ------ | --------------- | ---------------- | ----------- |
| 2023 | Кубок світу в Досі |    |    | 5             | 4    |        |                 |                  |             |
| 2024 | Олімпійські ігри   | 1  |    |               | 6    |        |                 |                  |             |